# Airbus A321
O Airbus A321 é um avião civil de passageiros de fuselagem estreita fabricado na filial da Airbus em Hamburgo. É uma versão alongada do A320, com mudanças mínimas. A superfície da asa foi ligeiramente aumentada e o trem de pouso foi reforçado. Utiliza para sua propulsão dois motores CFM56 ou IAE V2500.
Algumas companhias têm elegido este avião em vez do Boeing 757, já que tem a mesma capacidade e compartilha "em comum" com os outros aviões da família: o A318, o A319 e o A320. Isto inclui os comandos fly-by-wire, o que permite que os pilotos de um tipo de avião possam pilotar os outros com só algumas horas de treinamento.
O alcance com 186 passageiros na configuração típica de 2 classes é de 4 300 km para a versão -100, enquanto na versão -200, devido a sua maior capacidade de combustível, esta cifra aumenta até os 5 500 km.

## Operadores
Principais operadores do A321 por número de aeronaves operativas (10 aeronaves ou mais em 29 de setembro de 2016):
| Companhia aérea          | Número de aeronaves |
| ------------------------ | ------------------- |
| American Airlines        | 220                 |
| China Southern Airlines  | 85                  |
| Turkish Airlines         | 66                  |
| Lufthansa                | 64                  |
| China Eastern Airlines   | 59                  |
| Air China                | 54                  |
| Vietnam Airlines         | 53                  |
| JetBlue Airways          | 32                  |
| LATAM                    | 31                  |
| Sichuan Airlines         | 31                  |
| Aeroflot                 | 27                  |
| Asiana Airlines          | 25                  |
| Monarch Airlines         | 25                  |
| Thomas Cook UK           | 21                  |
| EVA Air                  | 20                  |
| Philippine Airlines      | 20                  |
| Air India                | 20                  |
| Air France               | 20                  |
| British Airways          | 18                  |
| Air Berlin               | 18                  |
| AtlasGlobal              | 16                  |
| TAP Portugal             | 15                  |
| Air Canada               | 15                  |
| Iberia                   | 15                  |
| Saudia                   | 15                  |
| Spirit Airlines          | 14                  |
| Finnair                  | 13                  |
| Alitalia                 | 12                  |
| Frontier Airlines        | 12                  |
| Avianca                  | 11                  |
| Ural Airlines            | 11                  |
| Beijing Capital Airlines | 11                  |
| Volaris                  | 10                  |
| Air Macau                | 10                  |
| Vueling Airlines         | 10                  |
| Air Busan                | 10                  |
| Etihad Airways           | 10                  |
| Delta                    | 10                  |
| Wizz Air                 | 10                  |

## Motores

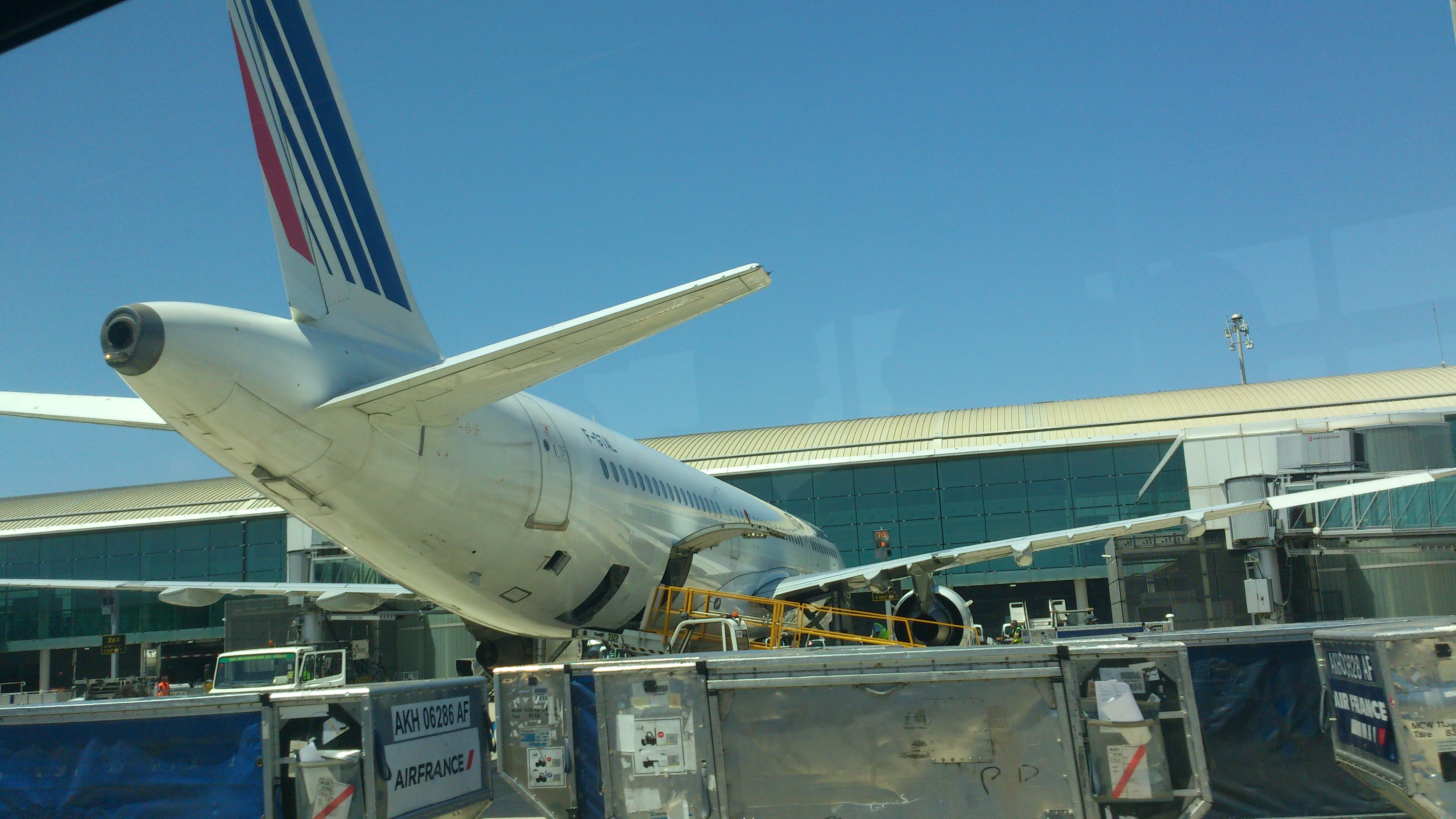
Vista traseira de um A321-211 da Air France no Aeroporto de Barcelona-El Prat, com a saída de gases da unidade auxiliar de energia na linha bem visível

| Modelo de avião | Ano  | Motores                      |
| --------------- | ---- | ---------------------------- |
| A321-111        | 1995 | CFM56-5B1 ou 5B1/P ou 5B1/2P |
| A321-112        | 1995 | CFM56-5B2 ou 5B2/P           |
| A321-131        | 1995 | IAE Modelo V2530-A5          |
| A321-211        | 1997 | CFM56-5B3 ou 5B3/P ou 5B3/2P |
| A321-212        | 2005 | CFM56-5B1 ou 5B1/P ou 5B1/2P |
| A321-213        | 2005 | CFM56-5B2 ou 5B2/P           |
| A321-231        | 1997 | IAE Modelo V2533-A5          |
| A321-232        | 2005 | IAE Modelo V2530-A5          |

## Acidentes
- Voo Airblue 202: em 28 de julho de 2010, um avião Airbus 321 da Airblue do Paquistão que percorria a rota Karachi - Islamabad se chocou nas montanhas de Margalla, ao norte de Islamabad, capital do Paquistão, com 152 pessoas a bordo, sendo 6 delas membros da tripulação, sem que houvesse sobreviventes.[3][4]

- Voo Metrojet 9268: em 31 de outubro de 2015, um voo proveniente da localidade egípcia de Sharm el-Sheikh e com destino à cidade russa de São Petersburgo se chocou na península do Sinaí, matando todos seus 217 passageiros e 7 membros da tripulação. Todos, incluindo a tripulação eram de nacionalidade russa, salvo três ucranianos. Ao contrário do que se disse inicialmente, a tripulação não enviou nenhum sinal de emergência a terra. O Estado Islâmico assumiu a autoria da catástrofe através de uma mensagem, como represálias ao governo russo, e ainda que esta informação num princípio não foi tomada como verdadeira, as investigações, tanto das caixas negras, como da análise de restos apontam a que um artefato de aproximadamente 1 kg de explosivos colocado na cabine, causou a derrubada do avião. Assim mesmo o Estado Islâmico, através de uma publicação, publicou fotos do suposto artefato explosivo caseiro, bem como dos restos de avião e passaportes de alguns ocupantes do mesmo.